# Салтыч
Салты́ч (укр. Салти́ч) — река на Украине, в пределах Пологовского района Запорожской области. Правый приток реки Обиточная (бассейн Азовского моря).

## Физико-географическая характеристика
Длина реки составляет 11,3 км, площадь водосборного бассейна — 47,4 км². Берёт начало западнее села Салтычия. Течёт на восток. Ближайшим селом до впадения Салтыча в Обиточную является Обиточное.
Имеет ряд небольших притоков из прилегающих балок.

## Название
В основе гидронима тюркское салтак — «грязь». Береги этой реки до сих пор заболоченные и труднопроходимые. Тюркское салт — верхом на коне без поклажи — также может иметь отношение к происхождению названия реки Салтыч.